# همایون خسروی
هُمایون خُسروی (زادهٔ مرداد ۱۳۳۲ در تهران – درگذشتهٔ ۱۵ فروردین ۱۳۹۹ در لس آنجلس) موسیقی‌دان و نوازنده ویولنسل اهل ایران بود.

## زندگی هنری
همایون خسروی کامرانی در مرداد ۱۳۳۲ در تهران زاده شد. پدرش نوازندهٔ ویولن بود و بدین سبب با موسیقی آشنا شد. او به هنرستان عالی موسیقی راه یافت و نواختن ساز ویولنسل را آغاز نمود. همایون مدتی نیز نواختن ساز فرنچ هورن (کُر) را نزد مرتضی حنانه فرا گرفت. از جمله استادان او می‌توان به: زاون مورکوریان، میشل خوتسیف، هوشنگ سنجری، و محمد پورتراب اشاره کرد.
همایون خسروی در سن ۱۴ سالگی به ارکستر بزرگ رادیو به رهبری ایرج گلسرخی و فریدون شهبازیان دعوت شد. پس از آن، همکاری خود را با ارکستر سمفونیک تهران به رهبری فرهاد مشکات آغاز نمود. وی دوره‌های تخصصی نوازندگی ویولنسل را با بورسیه وزارت فرهنگ و هنر، در کشورهای آلمان و اتریش سپری کرد.
همایون خسروی پس از آغاز جنگ ایران و عراق برای آشنایی با بازارهای موسیقی بین‌المللی ایران را ترک کرد و به آمریکا مهاجرت نمود. وی همچنین به عنوان آموزگار ویولنسل، سابقهٔ همکاری با هنرستان موسیقی تهران و هنرستان باغچه‌بان را در کارنامهٔ هنری خود داشت.

## فعالیت‌های هنری
همکاری با ارکستر سمفونیک تهران، همکاری با ارکستر مجلسی تلویزیون ملی ایران و اجراهای بسیار در جشن هنر شیراز و جشنواره‌های بین‌المللی، همکاری با کانون پرورش فکری کودکان و نوجوانان، تشکیل گروه‌ها کوچک ارکستر زهی در آمریکا، اجرا در بیش از ۱۰۰ کنسرت بین‌المللی همراه با مایکل کراوفورد، تهیه و اجرای برنامهٔ تلویزیونی «ضیافت» در شبکه اندیشه از جمله کارهای هنری همایون خسروی هستند.

## درگذشت
همایون خسروی ۱۵ فروردین ۱۳۹۹ به دلیل ابتلا به سرطان پانکراس در شهر لس آنجلس درگذشت.

## کارهای هنری
از جمله کارهای هنری همایون خسروی به موارد زیر می‌توان اشاره نمود:
- نوازندگی در آلبوم موسیقی «شب، سکوت، کویر» به آهنگسازی کیهان کلهر و خوانندگی محمدرضا شجریان[۱۰]
- نوازندگی در آلبوم موسیقی «نگاه آسمانی» به آهنگسازی همایون رحیمیان و خوانندگی حسام‌الدین سراج[۱۱]
- نوازندگی در آلبوم موسیقی «گریه بی‌بهانه» به خوانندگی حسام‌الدین سراج[۱۲]
- نوازندگی در موسیقی فیلم «قیصر» به آهنگسازی اسفندیار منفردزاده[۴]
- نوازندگی در موسیقی فیلم «گوزنها» به آهنگسازی اسفندیار منفردزاده[۴]
- نوازندگی در موسیقی فیلم «گاو» به آهنگسازی هرمز فرهت[۴]
- نوازندگی در موسیقی فیلم «گل‌های داوودی» به آهنگسازی کامبیز روشن‌روان
- نوازندگی در موسیقی سریال «سلطان صاحبقران» به آهنگسازی واروژان[۴]
- نوازندگی در موسیقی سریال «افسانه سلطان و شبان» به آهنگسازی بابک بیات[۴]
- نوازندگی در موسیقی سریال «امیرکبیر» به آهنگسازی کامبیز روشن‌روان[۴]
- نوازندگی در موسیقی سریال «سربداران» به آهنگسازی فرهاد فخرالدینی[۶]
- نوازندگی در اجرای کنسرت سال ۲۰۰۰ آمریکا اکبر گلپایگانی